# Oratorio de San Felipe Neri (Alcalá de Henares)

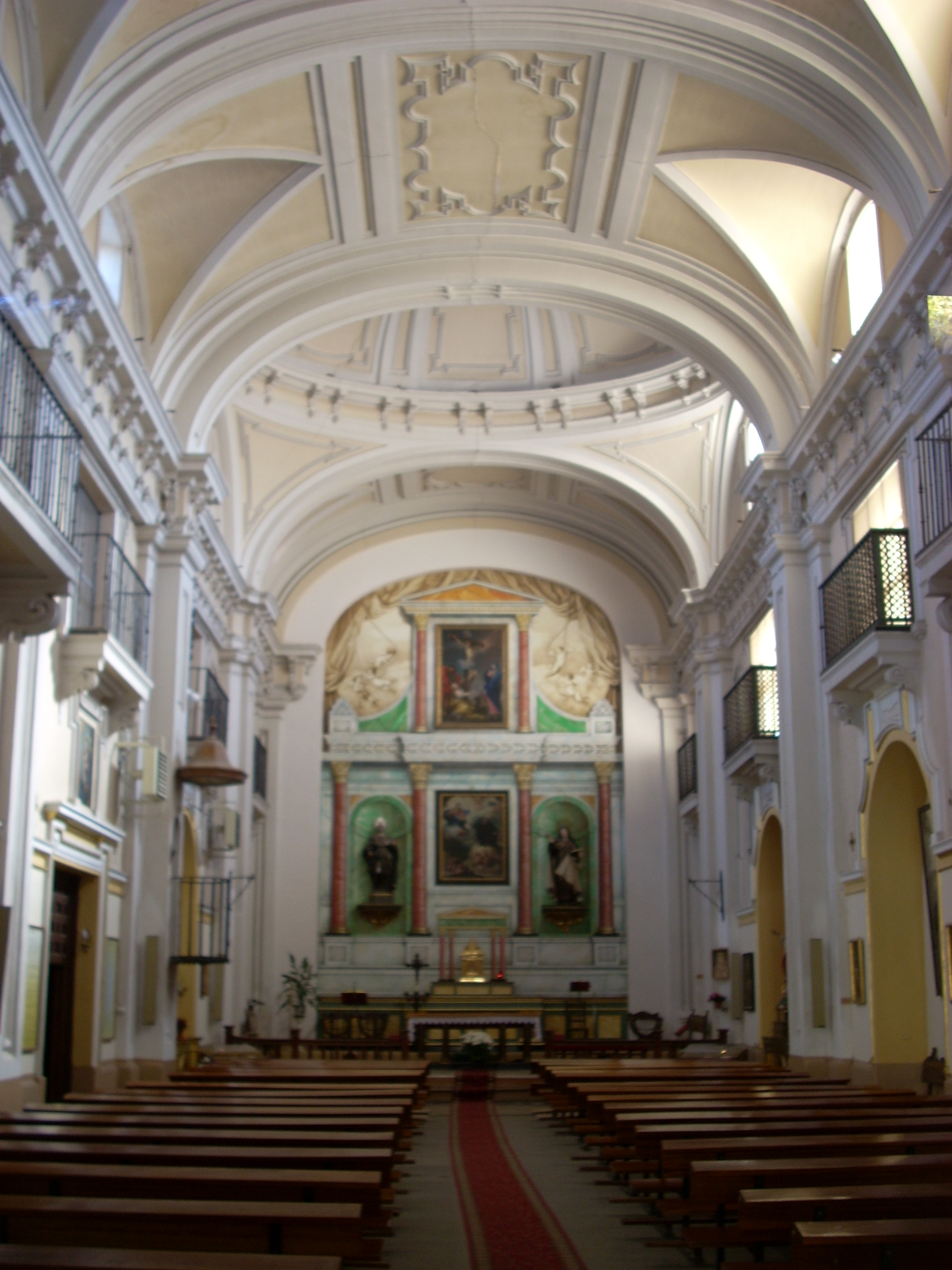
Interior de la iglesia barroca

El oratorio de San Felipe Neri de Alcalá de Henares es una iglesia católica del siglo XVII, dedicada a San Felipe Neri. Está situada en el distrito centro de Alcalá de Henares, en la plaza del Padre Lecanda.

## Historia
La Congregación del Oratorio de San Felipe Neri de Alcalá de Henares la fundó, el 4 de noviembre de 1694, el obispo electo de Ceuta Martín de Bonilla y Echevarría (Madrid, 1628 - 1697); que está enterrado a los pies del altar mayor y, junto a él, por disposición testamentaria, la condesa de Alba de Liste. Fue el último convento masculino fundado en esta ciudad.
El oratorio no se constituyó como otro colegio-convento universitario, sino un centro pastoral con dedicación a los estudiantes y, en general, a toda la ciudad, siempre dentro del marco diocesano.
El lugar de la fundación del Oratorio, desde su creación, continua localizándose en la plaza del Padre Lecanda. Los padres fundadores compraron unas casas, en su mayor parte arruinadas y convertidas ya en solares. Dicha operación se hizo ante el escribano real Juan de Aranda. A toda prisa se habilitó una de las casas, para que sirviera al menos de oratorio provisional, y también se construyó un improvisado campanario.
El lugar provisional del culto del oratorio, fue por entonces el espacio que hoy ocupa la sacristía, y así se quedó hasta 1698, finalizando la construcción del convento en 1704, y la iglesia diez años después. El maestro que dirigió toda la obra fue Bartolomé Oñoro, colaboró con él Manuel Crespo a quien correspondió terminar la edificación al morir Bartolomé Oñoro. La nueva iglesia poseía un retablo, obra de Tomás de Busto.
En 1811, durante la Guerra de Independencia, el convento fue saqueado y expoliado por las tropas francesas; su espléndido retablo fue quemado y el templo convertido en granero. El oratorio fue el único convento religioso masculino de la ciudad que se libró de la exclaustración de 1835. 
En julio de 1936, durante la Guerra Civil Española, los Padres tuvieron que abandonar el oratorio; la iglesia se convirtió en almacén de material militar, y el sótano en una checa. Los Padres no pudieron regresar hasta el 1 de noviembre de 1942. En 1969, el padre Ángel Alba fundó el Colegio San Felipe Neri, dedicado a la enseñanza de infantil y primaria.
En los primeros años del siglo XXI, el Oratorio de San Felipe Neri fue el lugar en el que centenares de jóvenes se reunían una vez al mes para rezar. Un encuentro religioso organizado por la delegación de infancia y juventud de la diócesis de Alcalá de Henares.

## Edificio
La fachada de la iglesia es de ladrillo, de estilo barroco tardío y sencillo. En un nicho, sobre el pórtico, reposa una escultura que representa al patrono de la Congregación. Su interior es de planta de salón, con bóveda de cañón y cúpula elíptica sobre el altar.

## Decoración
Con el saqueo de las tropas francesas, se quemó el retablo; en su lugar, en el siglo XIX, Manuel Laredo lo decoró con una retablo fingido, que también fue destruido. Actualmente en hay otro trampantojo de elaboración reciente, de estilo neoclásico, obra de Chordi Cortés. También en el altar mayor se expone una talla de santa Teresa de Jesús atribuida a Gregorio Fernández, y otra de san Felipe; junto con dos cuadros: en el centro la “Glorificación de san Felipe Neri”, de Juan Vicente Ribera y, como remate un “Calvario”, de Mariano Salvador Maella. Decoran los muros laterales varios lienzos, entre los que destaca el san José de Antonio Palomino.
En una pequeña capilla barroca lateral hay tres tallas: un san Antonio del siglo XVII, una Inmaculada del XVIII, y un san Francisco del estilo de Pedro de Mena y Medrano.
En la galería superior del patio aparece una original pintura mural de estilo popular, representando la ciudad de Roma y una gigantesca salamandra de incierto simbolismo.

## Museo de arte sacro
El padre Juan José de Lecanda creó un museo a finales del siglo XIX, que dispone de una biblioteca y archivo que incluye dos incunables, entre sus más de 8.000 volúmenes. Además, de una colección de marfiles, manuscritos, orfebrería y objetos litúrgicos de diferentes épocas. Junto con un enigmático capitel romano, de proporciones colosales y procedencia desconocida. El convento atesora una colección de pintura barroca: un boceto del cuadro que presidía el primitivo altar mayor de Diego de Villalobos, una “Inmaculada” de Antonio de Pereda, un san Bruno de Vicente Carducho y una “Santa Teresa” de Juan Delgado; y numerosas copias antiguas de cuadros célebres, entre ellas la serie del Apostolado de Rubens.

## Miguel de Unamuno
El escritor Miguel de Unamuno estuvo de retiro espiritual en este convento, entre 1888 y 1889. Como amigo personal del padre Juan José de Lecanda. Gracias a esta estancia, el 18 de noviembre de 1889 publicó en El Noticiero Bilbaíno un artículo literario titulado «En Alcalá de Henares», que posteriormente en 1903 se incluyó en su libro De mi país.